# Yohei Kajiyama
Yohei Kajiyama (梶山 陽平 Kajiyama Yōhei?), född 24 september 1985, är en japansk fotbollsspelare som spelar för Albirex Niigata.
I augusti 2008 blev han uttagen i Japans trupp till fotbolls-OS 2008.